# Duke Nukem
 Der er for få eller ingen kildehenvisninger i denne artikel, hvilket er et problem. Du kan hjælpe ved at angive troværdige kilder til de påstande, som fremføres i artiklen.

 For alternative betydninger, se Duke Nukem (flertydig). (Se også artikler, som begynder med Duke Nukem)
Duke Nukem er en actionhelt skabt af computerspilsudviklerne 3D Realms/Apogee Software. I alle sine spil siden Duke Nukem 3D har Jon St. John lagt stemme til ham.

## Baggrund
Duke Nukem kunne for første gang ses som hovedperson i Apogees platformspil Duke Nukem, som blev udgivet i 1991. Spillet blev udviklet til IBM PC og havde 320×200, 16 farvers EGA grafik med lodret og vandret scrolling. Det oprindelige spil bestod af tre episoder, hvoraf den første blev distribueret som shareware. En efterfølger med titlen Duke Nukem II blev udgivet af Apogee i 1993. Denne fortsættelse gjorde brug af 256 farvers VGA grafik, MIDI musik og digitaliseret lyd. Selvom grafikken var exceptionel for et 1993-spil, blev der faktisk kun brugt 16 farver på skærmen af gangen; der blev dog brugt tre forskellige paletter á 16 farver brugt i spillet.
Det første Duke Nukem spil blev kaldt Duke Nukem, men Apogee opdagede at andre muligvis allerede havde registreret dette navn som varemærke, så de ændrede det til Duke Nukum i 2.0 revisionen. Senere blev det slået fast at navnet ikke var et varemærke, så Duke Nukem blev igen brugt i Duke Nukem II og alle senere Duke spil, og foretrækkes også når man henviser til originalen. Det er muligt at varemærkespørgsmålet handlede om Duke Nukem figuren fra Captain Planet and the Planeteers.
Duke Nukem er i dag bedst kendt fra first-person shooter spillet Duke Nukem 3D, udviklet af Apogees 3D Realms afdeling og udgivet i 1996. Duke Nukem 3D var et af de mest kontroversielle spil dengang på grund af unødvendig vold, seksuelt indhold og voldsomt sprogbrug.
Duke Nukem kunne også en kort overgang fås som legetøj fra det nu lukkede legetøjsfirma ReSaurus. Legetøjsserien fokuserede hovedsageligt på Duke Nukem 3D og havde tre versioner af Duke (med en fjerde "internet only" Duke hvor CD-ROM og freezethrower medfulgte), Pigcop, Octabrain og Battlelord. Legetøjet var rimeligt populært, men gik nemt i stykker (Dukes ben blev holdt sammen af en tyng plastikstang som havde nemt ved at knække og Octabrain havde flere skrøbelige punkter). Flere legetøjsprodukter var planlagt at komme ud i handelen samtidig med Duke Nukem Forever, men spillets forsinkelse umuliggjorde dette, og ReSaurus endte med at gå konkurs.
Planer om en Duke Nukem film med virkelige skuespillere blev annonceret i 2001 men ingen er endnu begyndt at producere den.

## Person
Selvom han oprindeligt var en gnaven TV seer som var sur over at Dr. Proton forstyrrede sæbeoperaerne, har Dukes personlighed i alle spil siden Duke Nukem 3D været en hyper-maskulin, egotistisk, machismo-fyldt skørtejæger, og hans missioner har generelt handlet om at dræbe aliens som havde invaderet Jorden for at trælbinde dens kvinder. Duke Nukems person er baseret på en række Hollywood actionhelte som Arnold Schwarzenegger, Sylvester Stallone, Bruce Campbell, Bruce Willis og mest af alle, helten fra John Carpenters film They Live. Omvendt er hovedpersonen fra Serious Sam eftersigende en parodi på Duke Nukem. 
Ligesom mange af de personer som Schwarzenegger og Stallone ofte spiller, er Duke Nukem en selvsikker, aggressiv og ofte politisk ukorrekt muskelmand, som klarer at udføre nogle utrolige fysisk voldelige bedrifter gennem ren machismo og ekspertise med automatiske våben. Ligesom Bruce Campbells figurer, har Duke Nukem også altid en vittig bemærkning parat (selvom Dukes humor er mindre sarkastisk og mere direkte aggressiv), og han fyrer ofte oneliners af med et spotsk smil, mens han nedslagter sine fjender. Han er tilsyneladende også dygtig seksuelt og uimodståelig for kvinder, og omstændighederne taget i betragtning er han overraskende ofte omgivet af yppige kvinder (selvom visse tegn i spillene antyder at han har – eller har haft – en kæreste ved navn Lani). Duke skulle efter sigende være mellem 29 og 33 år gammel.
Udover et stort arsenal af automatiske våben, sprængstoffer og energivåben, er Duke bedst kendt for sin jetpack, som giver ham evnen til at flyve over korte afstande.

## Duke Nukem-spil
Pr. 2011 har der været fire "store" Duke Nukem spil samt 11 spin-offs. 
- Duke Nukem (midlertidigt Duke Nukum) – 1991 – MS-DOS
- Duke Nukem II – 1993 – MS-DOS
- Duke Nukem 3D – 1996 – MS-DOS/Mac
- Duke Nukem Forever – 2011 – Microsoft Windows, Mac OS, Xbox 360 og PlayStation 3

### Andre Duke Nukem spil
- Duke Nukem 64 – 1997 – Nintendo 64 (Konvertering af PC Duke3D spil)
- Duke Nukem: Total Meltdown – 1997 – PlayStation (Konvertering af PC Duke3D spil)
- Duke Nukem: Time to Kill – 1998 – PlayStation
- Duke Nukem: Zero Hour – 1999 – Nintendo 64
- Duke Nukem – 1999 – Game Boy Color
- Duke Nukem: Land of the Babes – 2000 – PlayStation
- Duke Nukem Advance – 2002 – Game Boy Advance
- Duke Nukem: Manhattan Project – 2002 – Microsoft Windows
- Duke Nukem Mobile – 2004 – Tapwave Zodiac
- Duke Nukem Mobile – 2004 – Cellular Phones
- Duke Nukem Mobile II: Bikini Project – 2005 – Cellular Phones
- Duke Nukem Mobile 3D – 2005 – Cellular Phones

Duke Nukem er også af og til dukket op i nogle andre Apogee spil. Han har vist sig i Cosmo's Cosmic Adventure (1992) og Death Rally (1996). Derudover er der en Duke Nukem bane i pinballspillet Balls of Steel fra 1998 fra Apogees Pinball Wizards afdeling—titlen Balls of Steel er i øvrigt en hentydning til en pinballmaskine, som kan ses i Duke Nukem 3D.